# Theodor Schmid (Mathematiker)
Theodor Schmid  (* 6. Dezember 1859 in Erlau, Ungarn; † 30. Oktober 1937 in Wien) war ein österreichischer Mathematiker.

## Leben
Schmid war der Sohn eines Offiziers, besuchte die Realschule in Linz und studierte an der Technischen Hochschule Wien (unter anderem bei Josef Kolbe und Viktor Pierre) und an der Universität Wien Mathematik und Physik. 1882 legte er die Lehramtsprüfung in Mathematik (und 1886 in Physik) ab und 1882 Probekandidat und 1884/85 Supplent an der Realschule in Linz. 1892 wurde er Professor an der Realschule in Steyr und 1899 an der Schottenfelder Realschule in Wien, wurde aber noch im selben Jahr Supplent an der zweiten Lehrkanzel für Darstellende Geometrie an der TH Wien, an der er 1900 außerordentlicher und 1906 ordentlicher Professor für darstellende Geometrie wurde. Die erste Lehrkanzel hatte Emil Müller. 1915/16 war er Dekan, wurde 1918 zum Rektor gewählt (was er aus Gesundheitsgründen ausschlug) und ging 1929 in den Ruhestand.
Er schrieb Lehrbücher für Darstellende Geometrie speziell für Maschinenbauer. Er führte das Drehfluchtprinzip ein.
1918 wurde er Mitglied der Leopoldina. 1921 wurde er Hofrat und 1928 korrespondierendes Mitglied der Wiener Akademie der Wissenschaften.

## Schriften
- Über das Coinzidenzproblem, Monatshefte für Mathematik und Physik, Band 4, 1893
- Über trilinear verwandte Felder als Raumbilder, Monatshefte für Mathematik und Physik, Band 6–7, 1895–96
- Über ein kinematisches Modell, Z. für Mathematik und Physik, Band 48, 1903
- Zur konstruktiven Behandlung des Achsenkomplexes, Jahresbericht der  Deutschen Mathematiker-Vereinigung, Band 16, 1907
- Maschinenbauliche Beispiele für Konstruktionsübungen zur Darstellenden Geometrie, De Gruyter 1911, 2. Aufl. 1925
- Darstellende Geometrie, 2 Bände, Sammlung Schubert Band 65, 66, De Gruyter, 1912–21, Bd. 1, 3. Aufl. 1922, Bd. 2, 2. Aufl. 1923
- Über die Koinzidenzaufgabe der darstellenden Geometrie des vierdimensionalen Raumes, in: Sitzungsberichte Akad. Wiss. Wien, math.-nat. Kl., Band 137, 1928